# Урго Кекконен
У́рго Ка́лева Ке́кконен (фін. Urho Kaleva Kekkonen, 3 вересня 1900, Піелавесі — 31 серпня 1986 Гельсінки) — фінський державний діяч, восьмий президент Фінляндії (1956—1982).

## Біографія
Народився 3 вересня 1900 року в селищі Піелавесі провінції Саво, Великого князівства Фінляндського.
З 1918 — з початком громадянської війни у Фінляндії, 17-річний Урго брав участь у війні на боці Білої гвардії в лавах загонів самооборони.
Після цього він був призваний на строкову службу в армію, служив сержантом в автомобільному батальйоні в Гельсінкі.

### Освіта
У 1919 році Кекконен закінчив ліцей Каяані. У 1926 закінчив Гельсінський університет, юридичний факультет.
Доктор юридичних наук (1936).

### Урядова робота

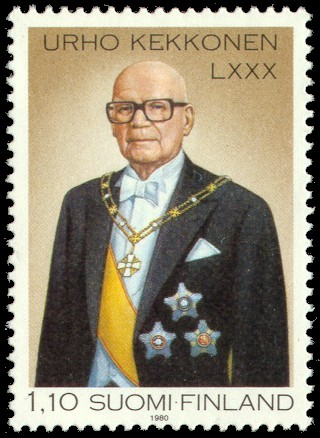
Президент Кекконен в 80 років, марка Фінляндії, 1980

З 1926 по 1956 — член, один з очільників партії Селянська спілка.
З 1934 по 1956 — депутат парламенту від партії Селянська спілка.
З 1936 по 1937 — міністр юстиції Фінляндії.
З 1937 по 1939 — міністр внутрішніх справ Фінляндії.
З 1940 по 1943 — голова Комітету у справах переселенців.
З 1944 по 1946 — міністр юстиції Фінляндії.
З 1946 по 1947 — віце-спікер парламенту Фінляндії.
З 1948 по 1950 — спікер фінського парламенту.
З 1950 по 1956 — Прем'єр-міністр Фінляндії.
З 1950 по 1951 — міністр внутрішніх справ Фінляндії
З 1952 по 1953 — міністр внутрішніх справ Фінляндії
З 1954 — міністр закордонних справ Фінляндії.

### Президент Фінляндії
З 1956 по 1962 — обраний президентом Фінляндії.
З 1962 по 1968 — вдруге обраний президентом Фінляндії.
З 1968 по 1978 — обраний президентом Фінляндії на третій термін.
З 1978 по 1982 — обраний президентом Фінляндії на четвертий термін.
У травні 1963 виступив з ініціативою перетворення Північної Європи на без'ядерну зону. У 1960-ті виступав за прикордонний договір із Норвегією і про Нараду з безпеки і співробітництво в Європі (НБСЄ).
Ратифікував другий Протокол (1970) про продовження дії терміну Договору про дружбу, співробітництво і взаємодопомогу між СРСР і Фінляндією. Тричі розпускав парламент за час свого безперервного 26-річного правління.
Після відставки з посади президента за станом здоров'я 1981, йому надано право залишатися жити в резиденції Таммініемі, де він і лікувався. Помер 31 серпня 1986 року.

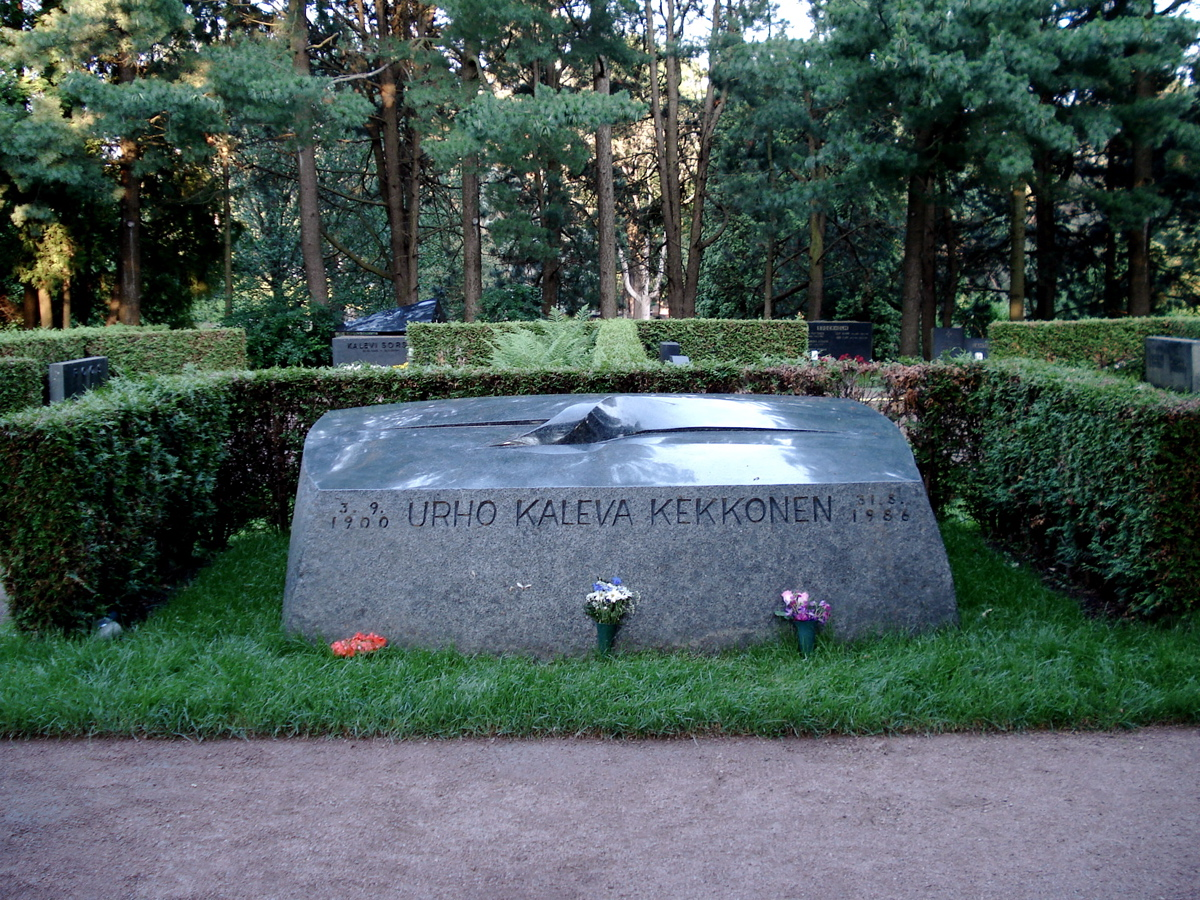
Місце поховання Кекконена в Гельсінкі

Похований 7 вересня 1986 на кладовищі Гієтаніємі.

## Співпраця з КДБ
Деякі дослідники звинувачують Кекконена у співпраці з КДБ. Так, за словами Анатолія Голіцина, Кекконен був завербований 1948 та отримав кодове ім'я «Кіма» (англ. timo). Вербуванню сприяла коханка Кекконена, Анна-Марія Снельман (англ. Anne-Marie Snellman), кореспондентка Ассошіейтед прес в Гельсінкі. Був завербований членом місцевої резидентури Іваном Пакканеном, а потім працював з Юрієм Вороніним та місцевим резидентом Михайлом Котовим.
У часи його президентства та з його ініціативи майже всіх перебіжчиків із СРСР арештовували та відсилали назад до Радянського Союзу.